# Línea Eastern Parkway

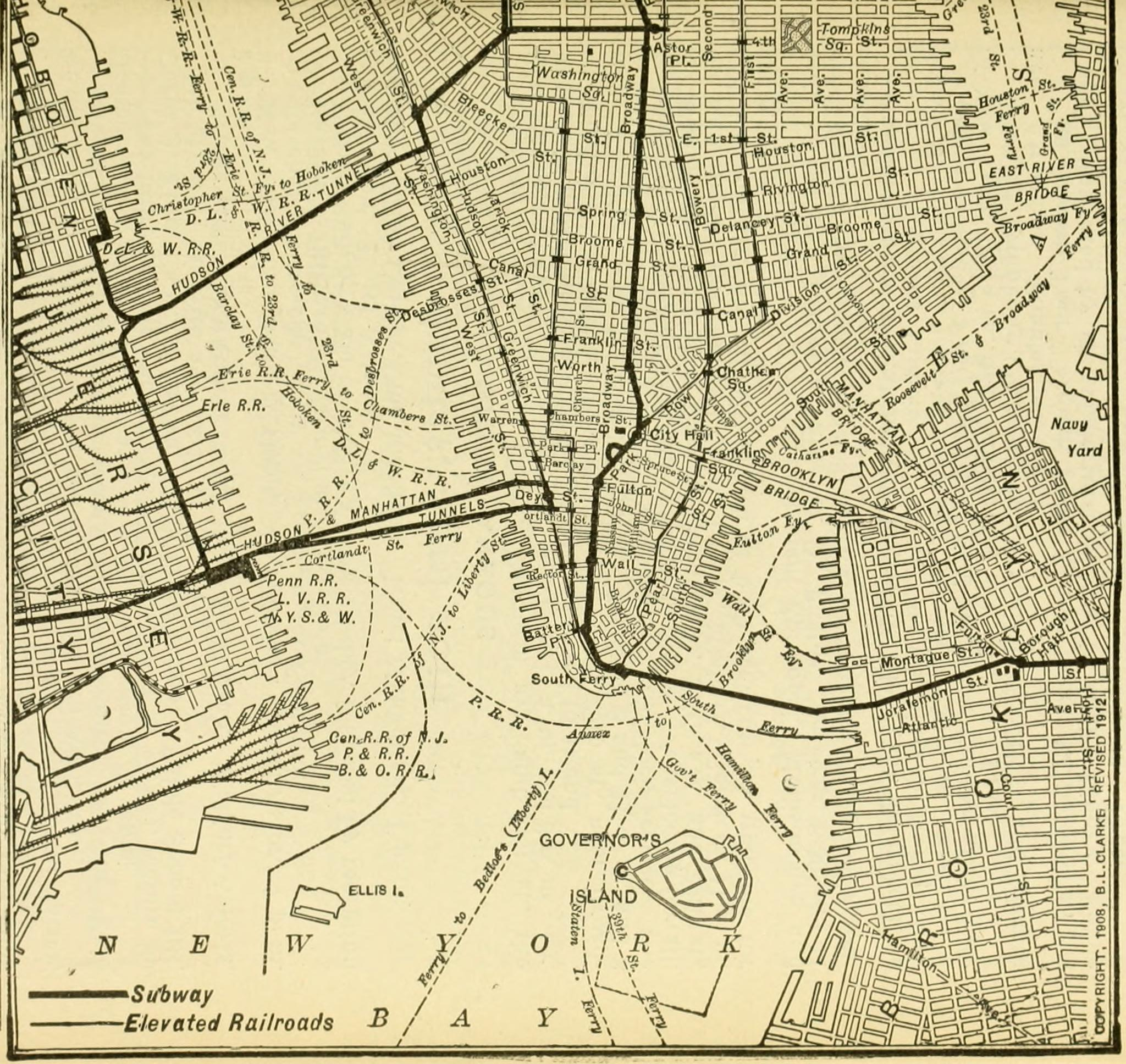
Mapa de ejemplo de la Línea Eastern

La línea Eastern Parkway es una de las líneas de la división IRT del metro de la ciudad de Nueva York, extendiéndose al centro de Brooklyn este de Crown Heights. Después de pasar Crown Heights–Avenida Utica, la línea se levanta sobre una estructura elevada que se convierte en la línea New Lots al final de la Línea de la Avenida New Lots en New Lots, Brooklyn. La parte final este de la línea Eastern Parkway es en el túnel de la calle Joralemon bajo East River.
La Línea de la Avenida Nostrand se divide con la línea Eastern Parkway.

## Listado de estaciones
| Leyenda de la estación de servicio   | Leyenda de la estación de servicio                       |
| ------------------------------------ | -------------------------------------------------------- |
| Hace paradas todo el tiempo          | Paradas todo el tiempo                                   |
| Hace paradas todo el tiempo          | Paradas todo el tiempo excepto a altas horas de la noche |
| Hace paradas sólo en la noche        | Paradas sólo en la noche                                 |
| Hace paradas sólo los días de semana | Paradas en días de semana                                |
| Hace paradas sólo en horas pico      | Paradas sólo en horas pico                               |
| Detalles del periodo de tiempo       |                                                          |

| Acceso para discapacitados                                             | Estación                                                               | Vías                                                                   | Servicios                                                              | Apertura                                                               | Transferencias y notas                                                                                  |
| Comienza como una continuación de Línea de la Avenida Lexington (4 5 ) | Comienza como una continuación de Línea de la Avenida Lexington (4 5 ) | Comienza como una continuación de Línea de la Avenida Lexington (4 5 ) | Comienza como una continuación de Línea de la Avenida Lexington (4 5 ) | Comienza como una continuación de Línea de la Avenida Lexington (4 5 ) | Comienza como una continuación de Línea de la Avenida Lexington (4 5 )                                  |
| ---------------------------------------------------------------------- | ---------------------------------------------------------------------- | ---------------------------------------------------------------------- | ---------------------------------------------------------------------- | ---------------------------------------------------------------------- | --- |
| *                                                                      | Borough Hall                                                           |                                                                        | 4 5                                                                    | 1 de mayo de 1908                                                      | 2 3 (Línea de la Séptima Avenida–Broadway) N R (Línea de la Cuarta Avenida en la Calle Court)           |
| Línea de la Séptima Avenida–Broadway se une con (2 3 )                 |                                                                        |                                                                        |                                                                        |                                                                        | |
|                                                                        | Calle Hoyt–Fulton Mall                                                 | local                                                                  | 2 3                                                                    | 1 de mayo de 1908                                                      | |
|                                                                        | Calle Nevins                                                           | siempre                                                                | 2 3 4 5                                                                | 1 de mayo de 1908                                                      | |
| Acceso para discapacitados                                             | Avenida Atlantic                                                       | siempre                                                                | 2 3 4 5                                                                | 1 de mayo de 1908                                                      | D N R (Línea de la Cuarta Avenida en la Calle Pacific) B Q (Línea Brighton) LIRR en la Avenida Flatbush |
|                                                                        | Calle Bergen                                                           | local                                                                  | 2 3 4                                                                  | 23 de agosto de 1920                                                   | |
|                                                                        | Grand Army Plaza                                                       | local                                                                  | 2 3 4                                                                  | 23 de agosto de 1920                                                   | |
|                                                                        | Eastern Parkway–Brooklyn Museum                                        | local                                                                  | 2 3 4                                                                  | 23 de agosto de 1920                                                   | |
|                                                                        | Avenida Franklin                                                       | siempre                                                                | 2 3 4 5                                                                | 23 de agosto de 1920                                                   | S (Línea de la Avenida Franklin en el Jardín Botánico)                                                  |
| las vías locales se dividen en la línea de la Avenida Nostrand (2 5 )  |                                                                        |                                                                        |                                                                        |                                                                        | |
|                                                                        | Avenida Nostrand                                                       | local                                                                  | 2 3 4                                                                  | 23 de agosto de 1920                                                   | |
|                                                                        | Avenida Kingston                                                       | local                                                                  | 2 3 4                                                                  | 23 de agosto de 1920                                                   | |
| Acceso para discapacitados                                             | Crown Heights–Avenida Utica                                            | siempre                                                                | 2 3 4 5                                                                | 23 de agosto de 1920                                                   | |
| Continua como la Línea New Lots (2 3 4 5 )                             |                                                                        |                                                                        |                                                                        |                                                                        | |

* Borough Hall es accesible solamente en dirección norte